# Farnesol
Farnesol ist ein acyclischer Sesquiterpenalkohol mit einem blumigen, an Maiglöckchen erinnernden Geruch. Der Name stammt von der Akazienart Acacia farnesiana. Farnesol ist ein Juvenilhormon und Insektenpheromon.

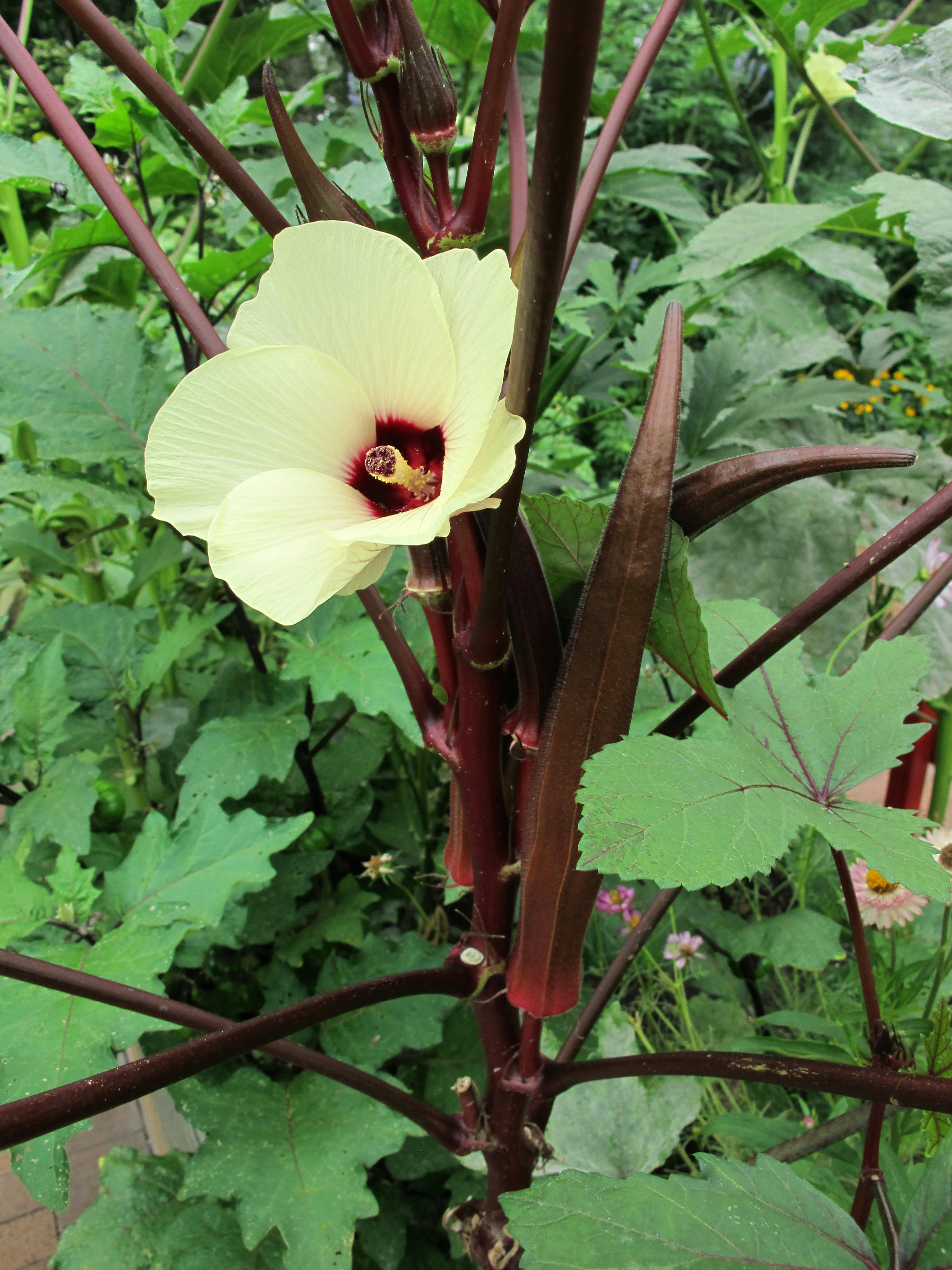
Farnesol ist enthalten im Öl der Samen vom Bisameibisch (Moschuskörner)

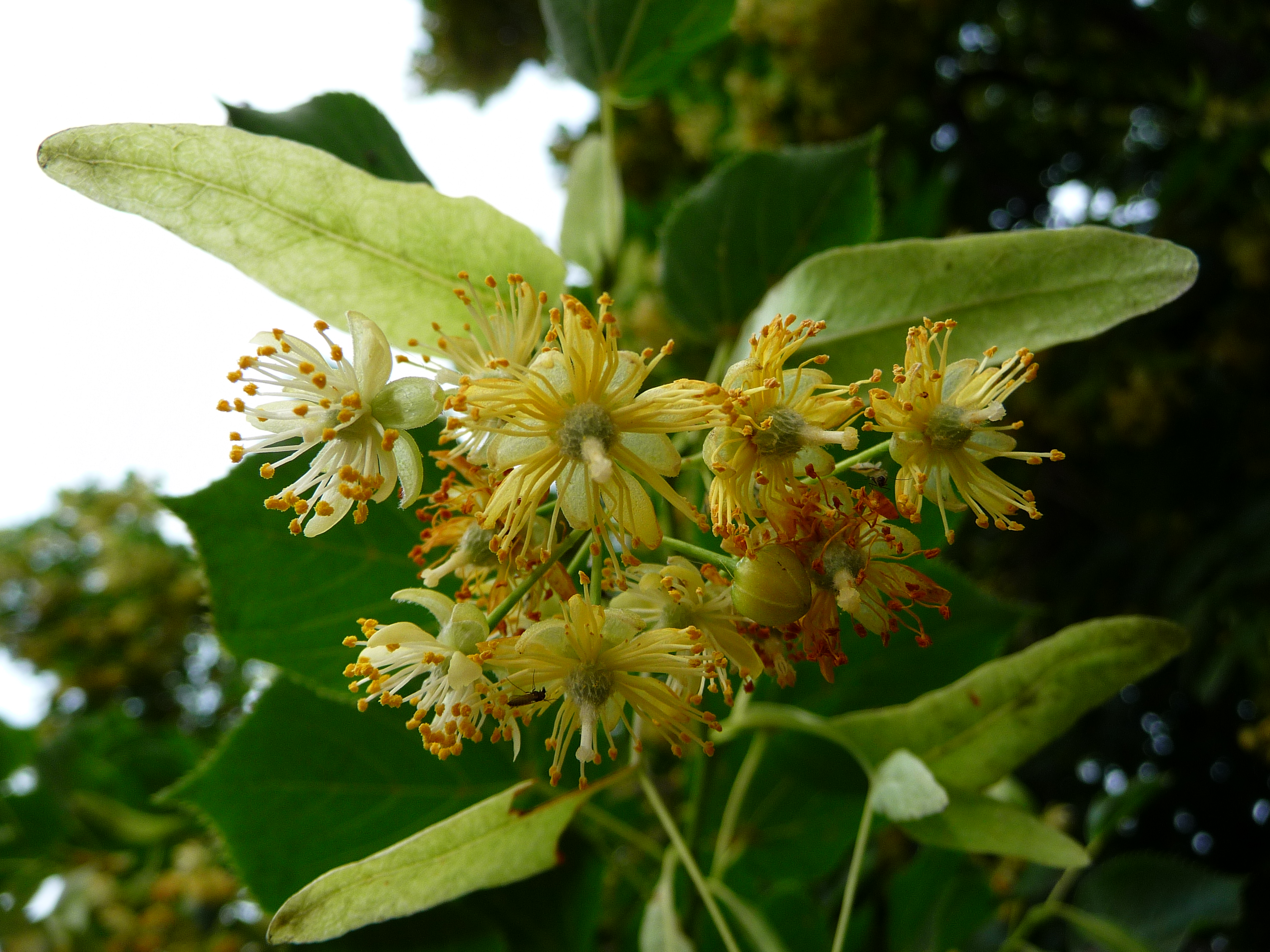
Farnesol kommt auch in Lindenblüten vor

## Vorkommen
Farnesol ist verbreitet im Öl von Moschuskörnern, Lindenblüten und kommt in Blauem Eukalyptus (Eucalyptus globulus), Telosma cordata, Bisameibisch (Abelmoschus moschatus), Süße Akazie (Acacia farnesiana), Eisenhölzern (Metrosideros sclerocarpa), Ageratum (Ageratum conyzoides), Cymbopogon parkeri, Studentenblumen (Tagetes lucida), Kreuzkümmel (Cuminum cyminum), Ceylon-Zimtbaum (Cinnamomum verum), Boldo (Peumus boldus), Gamander (Teucrium polium, Teucrium gnaphalodes), Gemeiner Schafgarbe (Achillea millefolium), Griechischem Bergtee (Sideritis scardica), Oregano (Origanum onites) und Zitronengras (Cymbopogon winterianus), sowie anderen ätherischen Ölen wie Sternanisöl, Anisöl, Jasminöl und Rosenöl (Rosa gallica, Rosa damascena) vor.

## Gewinnung und Darstellung
Es kann durch saure Isomerisierung von Nerolidol hergestellt werden.
Nerolidol kann über mehrere Schritte aus Linalool synthetisiert werden.

## Verwendung
Es wird als Duft- und antibakterieller Wirkstoff in Kosmetika verwendet.

## Biologische Bedeutung
Farnesol ist als Diphosphat (auch Farnesylpyrophosphat, FPP, genannt) ein wichtiges Zwischenprodukt des Stoffwechsels. Es spielt bei der Prenylierung von Proteinen, bei der Biosynthese von Cholesterol, Ubichinon und anderer Terpene eine zentrale Rolle und wird selbst aus Geranyldiphosphat (GPP, siehe auch Geraniol) gebildet. Beim dimorphen Pilz Candida albicans hemmt Farnesol das Hyphenwachstum und wird in diesem Zusammenhang auch als Quorum sensing-Molekül bezeichnet.

## Medizinische Anwendung
Farnesol hemmt die Bildung von Staphylokokken- und Streptokokken-Biofilmen. Auch degradiert Farnesol die Enzyme Farnesyltransferase und Fettsäure-Synthase, weshalb es in der Krebstherapie eingesetzt werden könnte.